# Циклокосмия
Циклокосмия (лат. Cyclocosmia), или «паук-люк» — род семейства Ctenizidae. Пауки этого рода имеют резко усечённое брюшко, заканчивающееся хитиновым диском, который усилен системой рёбер и пазов. Во время опасности они выкапывают вертикальные норы глубиной от 7 до 15 см, которые закрывают своим брюшком (так называемое явление фрагмозиса). Для лучшей защиты от хищников вокруг диска расположены шипы. Норки свои предпочитают выкапывать на песчаных склонах. Представители рода циклокосмия сравнительно небольшие, длина тела самца достигает 5 см, а самки — 28 мм. Питаются в основном насекомыми, но долгое время могут проводить без еды (около полугода). В это время они закапываются в норки и вьют вокруг себя нечто вроде кокона. Отличаются также своей агрессивностью. Обитают в Южных штатах США, Таиланде и Китае. Виды пауков рода циклокосмия могут отличаться друг от друга структурой диска, количеством волосков и формой сперматеки. Пауки рода Cyclocosmia считаются самыми древними арахнидами на Земле. Их предки появились на планете около 100 миллионов лет назад, по крайней мере, самая старая находка палеонтологов датируется этим периодом.

## Галерея

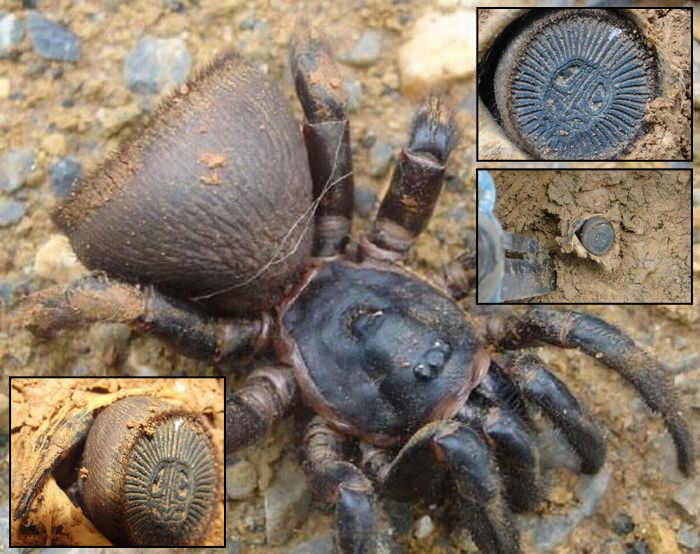
Cyclocosmia Ausserer
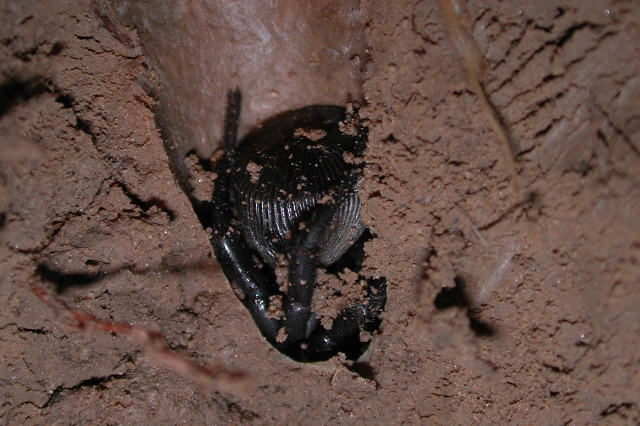
Cyclocosmia sp. в норе (Аппалачи)

## Виды
- Cyclocosmia lannaensis Schwendinger, 2005 — Китай, Таиланд
- Cyclocosmia latusicosta Zhu, Zhang & Zhang, 2006 — Китай
- Cyclocosmia loricata (C. L. Koch, 1842) — Мексика, Гватемала
- Cyclocosmia ricketti (Pocock, 1901) — Китай
- Cyclocosmia siamensis Schwendinger, 2005 — Таиланд
- Cyclocosmia torreya Gertsch & Platnick, 1975 — США
- Cyclocosmia truncata (Hentz, 1841) — США

## Дальнейшее чтение
- Schwendinger, Peter J. (2005): Two new Cyclocosmia (Araneae: Ctenizidae) from Thailand. Revue Suisse de Zoologie 112(1): 225—252